# Superbrothers: Sword and Sworcery EP
Superbrothers: Sword and Sworcery EP est un jeu vidéo d'aventure créé par Superbrothers et Capybara Games, avec une musique de Jim Guthrie. Il est sorti sur les appareils iOS et pour Microsoft Windows via Steam, avec un portage sur Mac OS X et Linux inclus avec la sortie du Humble Indie Bundle V. La version iOS utilise l'orientation de l'appareil dans le gameplay. Une version beta pour Android est incluse dans le Humble Bundle for Android le 8 novembre 2012 et la version 1.0.10 est officiellement disponible sur Google Play le 21 décembre 2012.

## Trame
Vous incarnez La Scythe, personnage appartenant à un peuple habitant dans la plaine, réputé pour sa magie.
Vous vous retrouvez dans une montagne avec pour compagnie une famille de bergers. C'est ainsi que vous faites la connaissance d'un bûcheron nommé Logfella (qui signifie "le copain bûcheron"), d'une fille aux cheveux noirs simplement appelée La Fille, et du chien Dogfella (qui signifie "Le copain chien").
Tout le long du jeu, l'histoire vous est présenté par un drôle de type en costume-cravate qui se fait appeler l'Archetype, qui interviendra entre les 4 « sessions » du jeu.
Au début du jeu, vous menez la Scythe dans une ancienne crypte où vous dérobez le livre nommé le Mégatome. Le livre était en fait la possession de l'"ombre profonde" ("Gogolithic Mass" en anglais). Une malédiction s’abat sur la prairie : le ciel est constamment sombre et il pleut sans arrêt. Votre personnage est de plus constamment poursuivi par l'ombre et un loup à trois yeux. Votre but est alors de lever la malédiction et de vous débarrasser de vos poursuivants.
Pour cela le personnage doit invoquer des esprits grâce au pouvoir des Scythes en résolvant nombre d'énigmes. Le Mégatome est un livre spécial qui permet de voir ce que pensent les cinq personnages principaux du jeu : la Scythe, Logfella, Dogfella, La Fille, l'Archetype.

## Système de jeu
L'univers du jeu est marqué l'utilisation du pixel art pour les personnages et le décor. Les musiques ne sont pas omniprésentes et n'apparaissent que lorsque le joueur finit un chapitre ou un endroit.
Le jeu comprend au moins trois modes de jeu.
En mode normal, le joueur déplace son personnage. Il peut aussi avoir quelques interactions sur le décor et les animaux en les touchant.
En mode énigme, le joueur doit essayer de deviner ce qui lui est demandé. Il doit découvrir quelle suite de sélections le mène le plus loin, jusqu'à la résolution de l’énigme.
En mode combat, le joueur peut utiliser son bouclier ou son épée. Le bouclier peut être maintenu. Le joueur doit frapper l'ennemi au bon moment. L'ennemi peut être assommé s'il attaque quand le bouclier est levé. Certaines attaques ne sont pas parables par le bouclier : en touchant le bouclier, le personnage effectue alors une esquive au lieu d'utiliser le bouclier. Un appui long sur le bouclier permet de recharger la vie.
Au début du jeu, vous avez 5 points de vie.
Les champignons permettent de recharger la vie, tout en procurant des hallucinations.

### Sur tablette
Lorsque vous évoluez dans le monde, votre appareil est placé de manière horizontale et il faut pivoter son terminal à la verticale en mode combat afin de voir apparaître un bouton pour l'épée et un bouton pour le bouclier.

### Sur ordinateur
L'écran tactile est remplacé par la souris.
Le joueur doit cliquer sur le bouclier pour simuler la rotation de l'écran et passer en mode combat.

## Développement
Le premier trailer du jeu est sorti en février 2011, et la version iPad est sortie le 24 mars 2011. Superbrothers: Sword & Sworcery EP a gagné le "Independent Games Festival Mobile Achievement in Art award" in 2010.

## Accueil
- Adventure Gamers : 3,5/5 (PC)[10]
- Jeuxvideo.com : 15/20 (iOS)[11]